# Ушаковка (Астраханська область)
Ушаковка (рос. Ушаковка) — село у Чорноярському районі Астраханської області Російської Федерації.
Населення становить 1469 осіб. Входить до складу муніципального утворення Село Ушаковка.

## Історія
Населений пункт розташований на території українського етнічного та культурного краю Жовтий Клин. Від 1928 року належить до Чорноярського району.
Згідно із законом від 6 серпня 2004 року органом місцевого самоврядування є Село Ушаковка.

## Населення
| 2002  | 2010  | 2012  | 2013  | 2014  | 2015  | 2016  |
| ----- | ----- | ----- | ----- | ----- | ----- | ----- |
| 1636  | ↘1565 | ↘1516 | →1516 | ↘1496 | ↘1485 | ↘1484 |
| 2017  |       |       |       |       |       |       |
| ↘1469 |       |       |       |       |       |       |